# Jean Chauderon
Jean Chauderon (mort en 1294) est baron de la Estamira et grand connétable de la principauté d'Achaïe, la plus puissante des principautés de la Grèce franque. 
Il succède à son père, Geoffroy Chauderon, baron de la Estamira et grand connétable d'Achaïe, en 1278. Il épouse Guillerme, fille de Riccardo Orsini.
Comme de nombreux nobles achéens, il passe beaucoup de temps à la cour du suzerain d'Achaïe, le roi Charles Ier d'Anjou, agissant comme un lien important entre l'Achaïe et Naples. Il reçoit également des terres en Italie du roi Charles, qui lui confie d'importantes missions diplomatiques.
En 1278, alors que le prince Guillaume de Villehardouin est mourant, il désigne Jean comme son bailli, jusqu'à ce que le roi Charles d'Anjou soit en mesure de prendre ses propres dispositions.
En 1292 ou 1293, il se rend en mission diplomatique à la cour byzantine de Constantinople accompagné de Geoffroy d'Aulnay, afin d'obtenir la restitution de la forteresse de Kalamata, qui peu de temps auparavant avait été saisie par les Slaves locaux et remise au gouverneur byzantin de Mistra. L'ambassade ne réussit à obtenir qu'une promesse verbale, et ce grâce à l'intercession de l'ambassadeur angevin à Constantinople, cependant, l'empereur envoie également des ordres à son gouverneur local afin que ce dernier refuse de remettre le château. Finalement, Kalamata est livrée aux Achéens grâce à l'intervention d'un magnat grec local.
Après sa mort en 1294, son beau-frère, Engilbert de Liederkerque, lui succède comme Grand Connétable.